# Эстонская военная академия
Эстонская военная академия (эст. Kaitseväe Akadeemia), до 2019 года Эстонский национальный колледж обороны (эст. Kaitseväe Ühendatud Õppeasutused) — высшее военное учебное заведение в Эстонии (г. Тарту, улица Рийа, 12).

## История

### 1919-1940
Эстонское национальное военное училище было создано 3 апреля 1919 года по приказу тогдашнего Главнокомандующего вооружёнными силами генерал-майора Йохана Лайдонера. Преподавались тактика, топография, управление, фортификация, пулеметное дело, военные законы и правила, здравоохранение, эстонский язык, артиллерийское дело и гимнастика. Курсы первого Военного училища длились 4 месяца. После успешного окончания курса курсантам было присвоено звание прапорщика.
Во время Эстонской войны за независимость подготовка унтер-офицеров была ограничена, поскольку на передовой требовались люди и ресурсы. Однако после войны росла потребность в офицерах, которые могли бы обучать и учить солдат. Таким образом, была создана школа унтер-офицеров.

## Деятельность
Академия занимается подготовкой офицеров регулярных вооружённых сил и Союза обороны Эстонии, а также для других военных организаций. Является ведущим учебным заведением Эстонии, специализирующимся на военных исследованиях и развитии военной науки.
Академическая программа предоставляет сбалансированное обучение военным и гражданским учебным предметам, чтобы подготовить офицеров интеллектуально для службы в армии на командных должностях. Помощь преподавательскому составу оказывают учёные из ведущих университетов Эстонии. Условия обучения и проживания кадетов соответствуют современным стандартам.

## Учебная программа
Академия предлагает два курса:
- Базовый учебный офицерский курс: первый уровень, длится 3 года. Кадеты обучаются навыкам командиров взвода и роты. При выпуске получают звание второго лейтенанта.
- Продвинутый учебный офицерский курс: второй уровень, длится 2 года. Кадеты обучаются навыкам командиров батальона или бригады.

После окончания академии у выпускников есть возможность изучать два курса:
- Старший учебный офицерский курс: третий уровень, длится год. Кадеты обучаются в Балтийском колледже обороны.
- Высший учебный офицерский курс: четвёртый уровень. Кадеты обучаются за границей на высших офицерских курсах.